# Recopa Sudamericana 1987
La Recopa Sudamericana 1987 se jugó cuatro partidos en el Estadio Nacional de Lima, Perú, para el tercer lugar entre el club brasileño Internacional y el Colo-Colo chileno. Para la final los equipos de Universitario y Fluminense jugaron en el estadio Estadio Nacional.

## Clubes clasificados
| Universitario |  | Perú   |  | Mejor resultado del año 1986 |
| Fluminense    |  | Brasil |  | Mejor equipo de Brasil       |

| Internacional |  | Brasil |  | Mejor resultado del año 1985 |
| Colo-Colo     |  | Chile  |  | Mejor equipo de Chile        |

## Tercer lugar y cuarto lugar
Ida